# Municipio de South Harrison (Nueva Jersey)
El municipio de South Harrison (en inglés: South Harrison Township) es un municipio ubicado en el condado de Gloucester en el estado estadounidense de Nueva Jersey. En el año 2010 tenía una población de 3.162 habitantes y una densidad poblacional de 77,12 personas por km².

## Geografía
El municipio de South Harrison se encuentra ubicado en las coordenadas 39°41′54″N 75°15′38″O / 39.69833, -75.26056.

## Demografía
Según la Oficina del Censo en 2000 los ingresos medios por hogar en el municipio eran de $68,491 y los ingresos medios por familia eran $76,390. Los hombres tenían unos ingresos medios de $55,313 frente a los $32,337 para las mujeres. La renta per cápita para la localidad era de $25,968. Alrededor del 8% de la población estaba por debajo del umbral de pobreza.